# والاس وغروميت
والاس وغروميت (بالإنجليزية: Wallace and Gromit)‏ هو سلسلة ستوب موشن كوميدي بريطاني من ابتكار نيك بارك وانتاج آردمان أنيمشنز. تم البدأ في عرضه في سنة 1990، وقد عرضت عنه بالإضافة للمسلسل ستة أفلام طويلة وقصيرة. تروي قصة والاس مع كلبه غروميت ومشاكلهما في الحياة، قام الممثل بيتر ساليس بأداء صوت والاس وفي 2011 حل محله بين وايتهيد. نالت السلسلة شهرة واسعة في العالم وأصبح أيقونة للثقافة البريطانية، عرض في عدة قنوات بريطانية مشهورة مثل قناة بي بي سي والقناة الرابعة البريطانية وكيدس كو وإس فور سي، وتم ترجمة المسلسل لأكثر من 20 لغة.